# Samsø
Samsø es una isla danesa del mar del Norte. Localizada en la bahía de Kattegat, a 15 km de la península de Jutlandia. Samsø pertenece a la comuna de Samsø, siendo parte del distrito de Aarhus. Posee una longitud de 28 km de norte a sur y una extensión de 112 km².

## Localidades
Samsø cuenta con tres localidades urbanas (byer). El resto de la población vive en áreas rurales (localidades con menos de 200 habitantes).
| Localidades más pobladas de Samsø |            |                  |
| N.º                               | Localidad  | Población (2012) |
| 1                                 | Tranebjerg | 847              |
| 2                                 | Onsbjerg   | 240              |
| 3                                 | Nordby     | 240              |